# Donald Baird (Leichtathlet)
Donald Baird (Donald George „Don“ Baird; * 29. Mai 1951) ist ein ehemaliger australischer Stabhochspringer.
1974 siegte er bei den British Commonwealth Games in Christchurch. Bei den Olympischen Spielen 1976 in Montreal wurde er Zwölfter und beim Leichtathletik-Weltcup 1977 in Düsseldorf Vierter. 1978 gewann er Silber bei den Commonwealth Games in Edmonton.
1974 wurde er für den KSV Hessen Kassel startend Deutscher Meister und 1975 Französischer sowie US-Meister. Als Student der California State University, Long Beach gewann er 1977 den NCAA-Titel in der Halle. Seine persönliche Bestleistung von 5,53 m stellte er am 16. April 1977 in Long Beach auf.